# ریوکی نیشیمورو
ریوکی نیشیمورو (انگلیسی: Ryuki Nishimuro؛ زادهٔ ۲ ژوئن ۱۹۹۳) بازیکن فوتبال اهل ژاپن است.